# Fritz Höhn
Fritz Höhn (ur. 31 maja 1896, zm. 3 października 1918) – niemiecki as myśliwski z czasów I wojny światowej z 21 potwierdzonymi zwycięstwami powietrznymi. Należał do elitarnego grona Balloon Busters.
Urodzony w Wiesbaden Fritz Höhn służbę rozpoczął w 7 Pułku Gwardyjskim, z którego został przeniesiony do lotnictwa. Po przejściu szkolenia został przydzielony do jednostki rozpoznawczej artylerii FAA 227. Późną jesienią 1917 roku został przeniesiony do eskadry myśliwskiej Jagdstaffel 21, w której odniósł pierwsze ze swoich 21 zwycięstw powietrznych, zestrzeliwując 1 grudnia 1917 roku samolot Breguet XIV. Po uzyskaniu swojego 10 zwycięstwa został przydzielony do Jagdstaffel 81, na stanowisko dowódcy na okres od 1 do 3 września 1918 roku. 4 września został przeniesiony na identyczne stanowisko do Jagdstaffel 60, które pełnił do 1 października. W tym to dniu otrzymał kolejny przydział. Został mianowany dowódcą Jagdstaffel 41. W jednostce w ciągu trzech kolejnych dni października odniósł 3 zwycięstwa. Został zestrzelony przez pilota z francuskiej eskadry Spa 67 w okolicach Saint-Martin-l’Heureux we Francji.

## Odznaczenia
- Królewski Order Rodu Hohenzollernów
- Krzyż Żelazny I Klasy
- Krzyż Żelazny II Klasy